# Paul McLaughlin (játékvezető)
Paul McLaughlin (Península de Inishowen, 1979. december 8. –) ír nemzetközi labdarúgó-játékvezető.

## Pályafutása

### Nemzeti játékvezetés
2008-ban lett az I. Liga játékvezetője.

### Nemzetközi játékvezetés
Az Ír labdarúgó-szövetség Játékvezető Bizottsága (JB) terjesztette fel nemzetközi játékvezetőnek, a Nemzetközi Labdarúgó-szövetség (FIFA) 2014-től tartotta nyilván bírói keretében. Több nemzetek közötti válogatott és klubmérkőzést vezetett, vagy működő társának 4. bíróként segített. FIFA JB besorolás szerint 3. kategóriás bíró. Válogatott mérkőzéseinek száma: 1 (20104).

## Magyar vonatkozás
| Időpont         | Helyszín             | Mérkőzés típusa              | Mérkőzés             | Eredmény | Nézők száma |
| --------------- | -------------------- | ---------------------------- | -------------------- | -------- | ----------- |
| 2014. június 4. | Népstadion, Budapest | felkészülési (887. mérkőzés) | Magyarország–Albánia | 1 – 0    | 3500        |